# Wissenschaftsjahr 1502
Liste der Wissenschaftsjahre

1500 | 1501 | Wissenschaftsjahr 1502 | 1503 | 1504 | 1505 | 1506 | ► | ►►

Weitere Ereignisse
 Dieser Artikel behandelt das Wissenschaftsjahr 1502.

## Ereignisse

### Naturwissenschaften

#### Geowissenschaften

##### Geographie / Entdeckungen
- 01. Januar: Portugiesische Entdecker unter der Führung von Pedro Álvares Cabral segeln in die Guanabara-Bucht in Brasilien. Da sie diese mit der Mündung eines Flusses verwechseln, geben sie ihm den Namen Rio de Janeiro.
- 11. Mai: Christoph Kolumbus verlässt Cádiz in Spanien für seine vierte und letzte Reise in die Neue Welt.[1]
- 21. Mai: Der portugiesische Seefahrer João da Nova entdeckt die unbewohnte Insel St. Helena.[1]
- 14. August: Christoph Kolumbus landet in Trujillo und nennt das Land Honduras.[1]
- 18. September: Christoph Kolumbus landet in Costa Rica.
- 19. November: Der Diplomat Alberto Cantino sendet heimlich die sogenannte Cantino-Planisphäre aus Portugal an Ercole I. d’Este, den Herzog von Ferrara. Bei der Planisphäre handelt es sich um eine Weltkarte, die die neuesten kartographischen Erkenntnisse der letzten Jahre beinhaltet. Sie enthält die früheste direkt datierte Kartendarstellung von Amerika, allerdings noch nicht so betitelt.
- Amerigo Vespucci sendet den Reisebericht Mundus Novus an den florentinischen Adeligen Lorenzo di Pierfrancesco de’ Medici. Darin beschreibt er seine von Mai 1501 bis September 1502 dauernde dritte Südamerikareise und weist darauf hin, dass Südamerika ein unabhängiger Kontinent sein müsse.[1]

### Ingenieurwissenschaften

#### Feinmechanik
- Der deutsche Schlossermeister Peter Henlein aus Nürnberg baut aus Eisenteilen und Spiralfedern die erste am Körper tragbare Uhr.[1]

Siegel der Leucorea (alte Universität Wittenberg; 1502–1813)

## Gründungen
- 6. Juli: Auf Betreiben des Kurfürsten Friedrich III. von Sachsen erteilt der römisch-deutsche König Maximilian I. das kaiserliche Gründungsprivileg für die Alma Mater Leucorea, die am 18. Oktober als erste Universität nach der Leipziger Teilung im ernestinischen Kurfürstentum Sachsen eröffnet wird. Erster Rektor wird Martin Pollich, der erste Dekan der theologischen Fakultät Johann von Staupitz, der erste Kanzler Goswin von Orsoy.

## Geboren

### Geburtsdatum gesichert

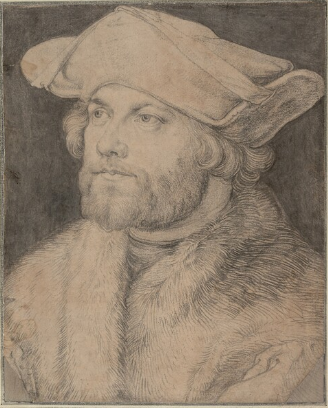
Damião de Góis; * 2. Februar

- 02. Februar: Damião de Góis, portugiesischer Diplomat und Historiker († 1574)
- 20. März: Pierino Belli, piemontesischer Soldat und Jurist († 1575)
- 25. April: Georg Major, deutscher Theologe († 1574)
- 02. Juni: Guillaume Bigot, französischer Dichter, Philosoph und Arzt († um 1550)

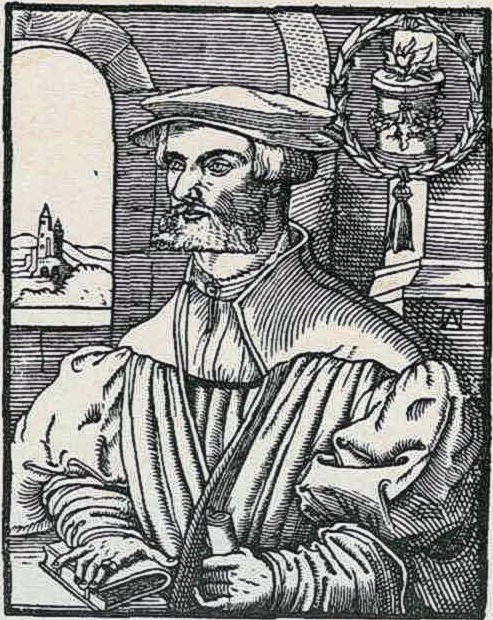
Christian Egenolff; * 26. Juli

- 26. Juli: Christian Egenolff, deutscher Buchdrucker († 1555)
- 06. Dezember: Nikolaus Gentzkow, deutscher Jurist und Chronist, Bürgermeister von Lüneburg († 1576)

### Genaues Geburtsdatum unbekannt
- Giacomo Chizzola, Richter und Diplomat in Brescia († 1580)
- Blaise de Monluc, französischer Historiker, Armeekommandant und Marschall von Frankreich († 1577)
- Pedro Nunes, portugiesischer Mathematiker und Astronom († 1578)
- Benedetto Varchi, Florentiner Dichter und Historiker († 1565)
- Mordechai Zemach, Prager jüdischer Drucker († 1591)

### Geboren um 1502
- Jorge Reinel, portugiesischer Mathematiker und Astronom († nach 1572)
- Francesco Spiera, italienischer protestantischer Rechtsgelehrter († 1548)

## Gestorben

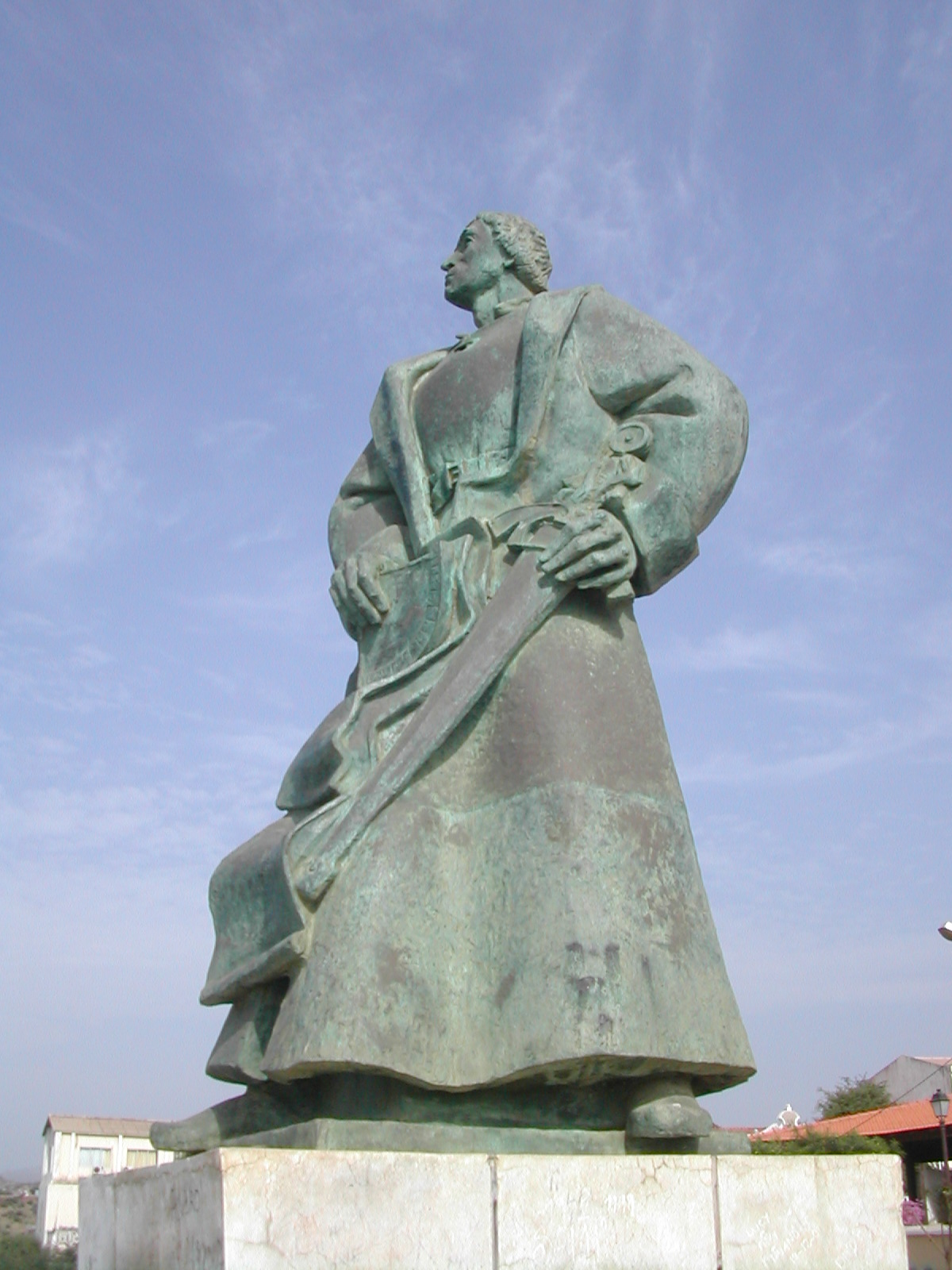
Diogo Gomes; † 1502

### Todesdatum gesichert
- nach dem 17. Januar: Johann Koelhoff der Jüngere, deutscher Drucker und Verleger der Inkunabelzeit

- 20. Oktober: Konrad Summenhart, deutscher Theologe, Kanonist und Naturphilosoph (* um 1450)

### Genaues Todesdatum unbekannt
- Diogo Gomes, portugiesischer Entdecker und Autor (* 1420)